# غوردون دوغلاس سليد
غوردون دوغلاس سليد هو رياضياتي كندي، ولد في 14 ديسمبر 1955 في تورونتو في كندا.

## وصلات خارجية
- الموقع الرسمي